# アイスランドの軍事
このページでは、アイスランドの軍事（アイスランドのぐんじ）について解説する。

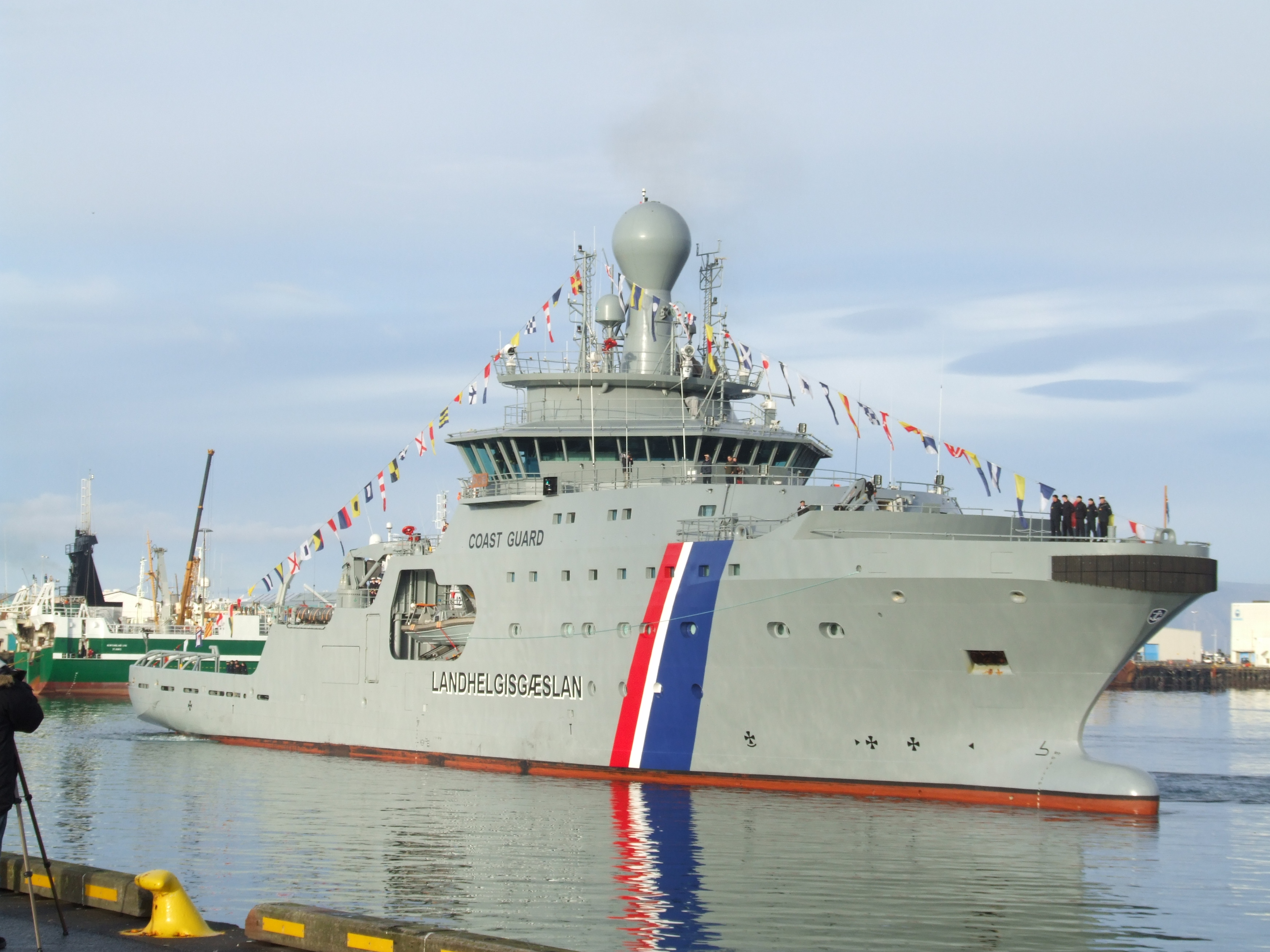
アイスランド沿岸警備隊の哨戒艦「トール (ICGV Þór)」。

アイスランドはアメリカ合衆国首都ワシントンD.C.とロシア連邦首都モスクワを結ぶ最短直線経路の真下に位置しているが、独自の軍事力を保持していない。過去に徴兵制度も施行したことがなく、近代的軍事力を保持した経験はない。
沿岸警備隊などを保有しているが、現在のアイスランドにおける安全保障政策の基礎は、アメリカ合衆国を中心とする北大西洋条約機構（NATO）に加盟することで他国に依存しており、国際連合（UN）や欧州安全保障協力機構（OSCE）の活動にも積極的に参加している。

## 歴史

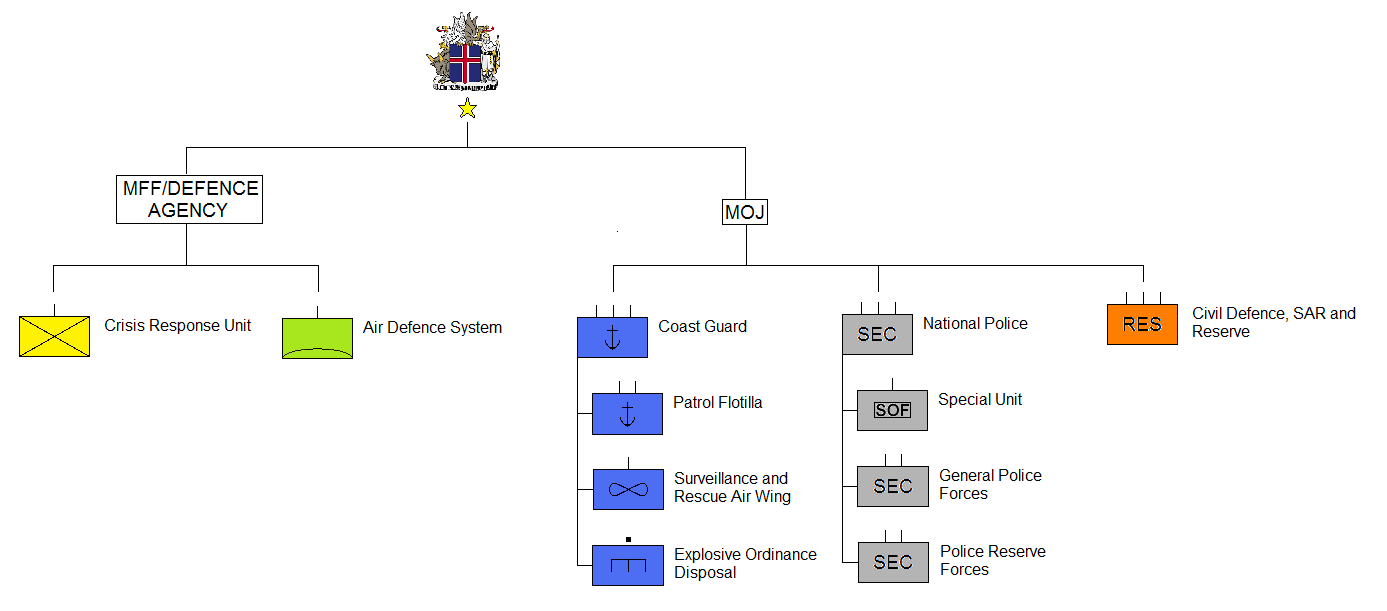
アイスランドの防衛・武装組織の一覧

### 前史
西暦870年頃から、アイスランドに定住が進められると、初期の時代には部族ごとに武装し闘争が繰り広げられていた。13世紀にはノルウェー王の支配下となり、14世紀にはデンマークの支配下に入っている。
1874年にアイスランドはデンマークからの自治を開始し、1904年には自治領へと発展、1918年にデンマーク王国と連合するアイスランド王国として独立した。デンマーク軍はアイスランドから撤退したが、その際も沿岸警備部隊を除き、アイスランドでは近代的軍事力を設立しなかった。

### 第二次世界大戦
第二次世界大戦に際しては中立を宣言し、戦火に巻き込まれないことを方針とし、武装勢力としては国家警察の拡充を図った。1940年までに国家警察は60名に軍事訓練を施している。しかし、1940年5月にイギリス軍がアイスランド侵攻を行い、全土が占領された。これは北大西洋の通商路保護のため、ドイツ軍の先手を打って、要衝の地であるアイスランドを確保するものであった。1941年からはイギリス軍に代わりアメリカ軍が駐留するようになった。戦争後、連合国軍は撤退している。この間、1944年にアイスランド共和国としてデンマークとの連合を解消、完全独立している。

### 20世紀後半以降
第二次世界大戦後もアイスランドは軍の設立を行なわなかった。1949年には北大西洋条約機構の原加盟国となり、1951年から2006年までは、アメリカ軍を中心とするアイスランド防衛隊がケプラヴィークに駐留していた。このケプラヴィーク基地はイギリスを含む西側諸国のソビエト連邦に対する最重要拠点であり、集団安全保障体制による外国軍の駐留を受け入れていた。北大西洋にあるアイスランドは、NATOにとって大西洋の通商路を防衛する良好な拠点であり、そのために対潜哨戒機と戦闘機を中心とした部隊が配備された。冷戦終結後は、ソビエト連邦の脅威がなくなったことにより、アイスランド防衛隊の規模について、2001年よりアメリカと二国間交渉が行われた。2003年にはアメリカ空軍の戦闘機部隊の撤収が発表されたが、それは反対により延期となった。
再交渉で、アイスランド側は駐留費用の全負担を申し出るなど駐留継続を要請していたが、アメリカは受け入れなかった。2006年3月にアメリカ合衆国は戦闘機部隊をはじめとする駐留部隊の撤収を発表し、2006年9月にはケプラヴィークから撤退した。これによりケプラヴィーク基地の管理は、アメリカ軍からアイスランド外務省へ移管されている。
アイスランド防衛隊の撤収を受けて、アイスランドは2006年9月26日に警察や沿岸警備隊を含む国土警備および防衛目的機関の設立を行うことをアナウンスしている。これは2008年に防衛庁として設立された、ただし、ここでも実行部隊は組織されていない。なお、アイスランドは平和のためのパートナーシップ（PfP）にも積極的に参加しており、1997年と2000年にはホスト国となっている。また、平和維持活動にも積極的でありSFOR、KFOR、ISAFにも人員を出している。

## 危機対応部隊
アイスランド外務省は国外に平和維持目的で派遣するアイスランド危機対応部隊（またはアイスランド平和維持部隊 Íslenska friðargæslan）と呼ばれる軍事部隊を有している。これは冷戦後の国際環境を踏まえたもので、軍ではないが、警察や沿岸警備隊、その他の部署から選ばれ、ノルウェー陸軍において軍事訓練を受けて派遣される。それまで医師などを派遣し、非軍事的貢献していたものの拡充となる。部隊規模は約80名である。今日までにコソボ、アフガニスタン、スリランカなどに派遣された。アフガニスタンでは2004年12月に3名の負傷者を出し、部隊が軍であるかどうかの定義や法的な立場、訓練方法などが論議されることとなった。

## 防衛庁
アイスランド防衛庁 (Varnarmálastofnun Íslands) は、2008年5月に設立された。これは外務省の傘下におかれており、防空レーダーシステム (Íslenska Loftvarnarkerfið) を主体としている。防空レーダーシステムは、レーダー庁として外務省により1987年から設置されており、組織再編により防衛庁となったものである。レーダー基地を4ヶ所で運用しており、領空の監視を行っている。NATOなどの防衛協力・調整は防衛庁を通じて行われる。

## 沿岸警備隊
アイスランドは1920年代にアイスランド沿岸警備隊(Landhelgisgæsla Íslands)を設立し、漁業保護を中心に行ってきた。1950年代から1970年代にかけては、イギリスとタラ戦争と呼ばれる衝突を起こしている。基地はレイキャビクにあり、ヘリコプター甲板を持つ中型の巡視船3隻、港内・沿岸用の巡視艇1隻の総勢4隻であり、これを固定翼機1機とヘリコプター1機が哨戒・捜索救難などで補助する。

## 警察特殊部隊
アイスランド国家警察は特殊部隊 (Sérsveit ríkislögreglustjóra) を有している。国家警察の直轄部隊であり、対テロなどを想定した任務となっている。爆弾処理班や狙撃班などで構成され、一部はアフガニスタンにも派遣された。